# Cyd Gray
Cyd Gray   (Scarborough, 21 de novembre de 1976) és un exfutbolista de Trinitat i Tobago de la dècada de 2000.
Fou 48 cops internacional amb la selecció de Trinitat i Tobago. Pel que fa a clubs, destacà a San Juan Jabloteh.